# Rychnov u Nových Hradů
Rychnov u Nových Hradů (do roku 1948 Německý Rychnov, německy Deutsch Reichenau) je vesnice, část obce Horní Stropnice v okrese České Budějovice v Jihočeském kraji. Nachází se v podhůří Novohradských hor. Vesnice leží na hranici přírodního parku Novohradské hory.

## Historie
První písemná zmínka o vesnici pochází z roku 1261. Její dominantou je gotický dvoulodní kostel svatého Jiljí ze třináctého století, kdy zde existovala plebánie. Ve třináctém století kostel připadl na základě zvláštní listiny Anežky, vdovy po Pelhřimovi z Třeboně, vyšebrodskému klášteru. Svatyně byla posvěcena roku 1261 pražským biskupem Janem III. z Dražic, který v té době pobýval ve Vyšším Brodě. Během husitských válek byl kostel poničen, a následná pozdně gotická oprava se protáhla až do roku 1500.
V letech 1938 až 1945 byla ves v důsledku uzavření Mnichovské dohody přičleněna k nacistickému Německu. Po druhé světové válce byla v rámci vysídlení Němců z Československa vystěhována většina německy mluvících občanů, čímž vesnice ztratila většinu původních obyvatel. Řada prázdných usedlostí a domů byla poté zdevastována.
Až do současnosti se dochovaly zejména v severní části vesnice původní selské čtyřstranné dvorce, které lemují Svinenský potok.

## Obyvatelstvo
| Rok            | 1869 | 1880 | 1890 | 1900 | 1910 | 1921 | 1930 | 1950 | 1961 | 1970 | 1980 | 1991 | 2001 | 2011 | 2021 |
| -------------- | ---- | ---- | ---- | ---- | ---- | ---- | ---- | ---- | ---- | ---- | ---- | ---- | ---- | ---- | ---- |
| Počet obyvatel | 748  | 745  | 723  | 668  | 723  | 692  | 596  | 248  | 238  | 232  | 182  | 154  | 194  | 215  | 202  |
| Počet domů     | 128  | 130  | 130  | 130  | 133  | 133  | 146  | 120  | 63   | 50   | 43   | 48   | 54   | 68   | 67   |

## Obecní správa
Při sčítání lidu v letech 1850–1975 Rychnov u Nových Hradů byl samostatnou obcí, se kterým patřil nejprve do okresu Kaplice, ale v roce 1950 v okrese Trhové Sviny a od roku 1960 v okrese České Budějovice. Od 1. ledna 1976 je Rychnov u Nových Hradů částí obce Horní Stropnice v okrese České Budějovice. Pod obec Rychnov u Nových Hradů spadaly Konratice a v letech 1869 až 1880 též Kamenná.

## Pamětihodnosti
- kostel svatého Jiljí
- boží muka
- statky (tzv. vierkanty)[zdroj?]